# Astana Arena
Astana Arena (cyrilicí Астана Арена) je domácí fotbalový stadion kazachstánských klubů FC Astana a FC Bayterek a také kazachstánské fotbalové reprezentace, který se nachází ve městě Astana. Jeho kapacita je 30 000 míst a hřiště má standardní rozměry 105 × 68 metrů. Tribuny jsou ve dvou patrech, horní s kapacitou 14 000 a spodní s kapacitou 16 000 míst.

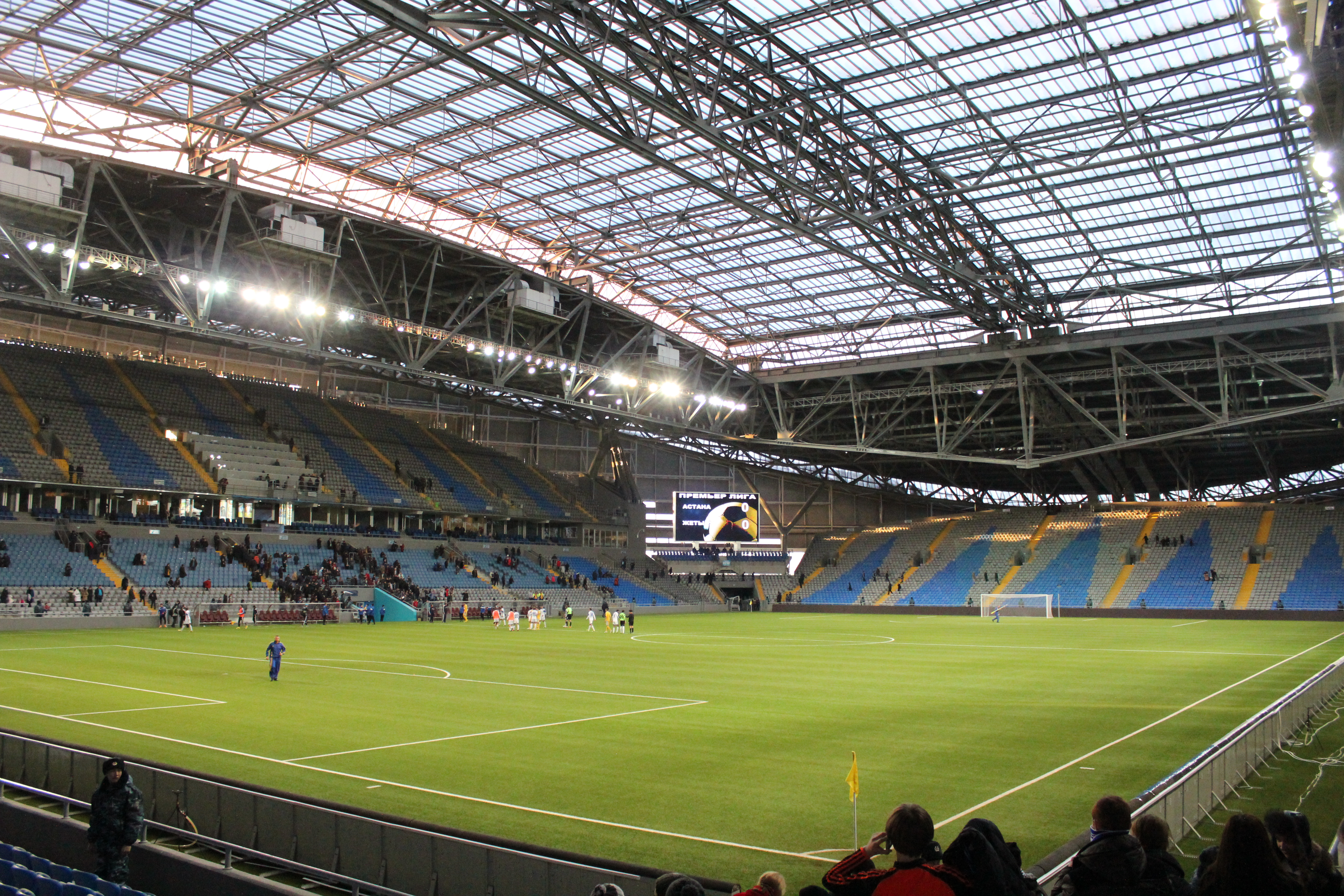
Astana Arena zevnitř

 Stadion elipsovitého tvaru nemá přírodní trávník, ale umělou trávu a disponuje zatahovací střechou a heliportem.
V roce 2006 se začala realizovat stavba stadiónu, dokončena byla v roce 2009. Po slavnostním otevíracím ceremoniálu se odehrálo přátelské utkání mezi týmem Lokomotiv Astana (dřívější název klubu FC Astana) a kazachstánskou mládežnickou reprezentací, které pískal italský rozhodčí Pierluigi Collina.
V základní části Evropské ligy UEFA 2017/1 zde dokázala Slavia Praha remizovat 1–1 s domácím FC Astana, do další fáze soutěže však nepostoupila.